# 细花窄裂缬草
细花窄裂缬草（学名：Valeriana stenoptera var. cardaminea）为败酱科缬草属下的一个变种。

## 扩展阅读
- 維基物種上的相關：细花窄裂缬草